# Dodge M4S
De Dodge M4S was een conceptauto van het Amerikaanse Dodge uit 1984. De naam M4S stond voor middengeplaatste motor, viercilinder en sport. De 2,2 liter turbogeladen vier-in-lijn werd ook gebruikt in onder andere de Dodge 600 en de Dodge Daytona. De M4S werd gebouwd als safety car voor snelheidsraces.

## The Wraith
De Dodge M4S speelde een hoofdrol in de film The Wraith uit 1986. Voor de film werden zes modellen gemaakt waarvan vier dummy's en twee stuntwagens. De echte auto kostte zo'n 1,5 miljoen USD.